# Eduardo de la Torre
Eduardo "Yayo" de la Torre Menchaca (ur. 4 grudnia 1962 w Guadalajarze) – meksykański piłkarz występujący na pozycji napastnika, obecnie trener. Jego stryj Luis de la Torre, ojciec Javier de la Torre oraz kuzyni José Manuel de la Torre i Néstor de la Torre również byli piłkarzami.

## Kariera klubowa
De la Torre pochodzi z miasta Guadalajara i podobnie jak wszyscy związani z futbolem członkowie jego rodziny jest wychowankiem tamtejszego klubu Chivas de Guadalajara. Do seniorskiej drużyny został włączony jako dziewiętnastolatek przez szkoleniowca Alberto Guerrę i w meksykańskiej Primera División zadebiutował 24 października 1982 w wygranym 1:0 meczu z Tecos UAG. W tym samym sezonie, 1982/1983, zdobył ze swoją ekipą tytuł wicemistrza kraju, jednak pełnił głównie rolę rezerwowego. Sukces w postaci wicemistrzostwa powtórzył również podczas kolejnych rozgrywek, 1983/1984, tym razem będąc już kluczowym zawodnikiem linii ataku Chivas. Wówczas także strzelił swojego premierowego gola w najwyższej klasie rozgrywkowej, 23 grudnia 1983 w wygranej 2:0 konfrontacji z Atlético Potosino. W sezonie 1986/1987 wywalczył natomiast jedyny w swojej karierze tytuł mistrza Meksyku, będąc najlepszym strzelcem swojej ekipy. Ogółem w barwach Chivas spędził dekadę; jest uznawany za jedną z klubowych legend, a z 90 bramkami na koncie zajmuje trzecie miejsce (po Salvadorze Reyesie i Omarze Bravo) w klasyfikacji najskuteczniejszych piłkarzy w historii zespołu.
W 1988 roku De la Torre był bliski odejścia do hiszpańskiego drugoligowca Xerez CD; jako gracz tej ekipy wystąpił nawet w przedsezonowym spotkaniu towarzyskim z Realem Madryt, jednak ostatecznie do transferu nie doszło. Z Chivas odszedł ostatecznie w połowie 1992 roku, kiedy to podpisał umowę z drużyną Querétaro FC. Tam występował bez większych sukcesów przez rok, regularnie pojawiając się na ligowych boiskach w wyjściowej jedenastce, jednak nie potrafił nawiązać do sukcesów odnoszonych ze swoim poprzednim klubem i nie zanotował żadnego trofeum na arenie krajowej. Profesjonalną karierę piłkarską zakończył ostatecznie w wieku 31 lat.

## Kariera reprezentacyjna
W seniorskiej reprezentacji Meksyku De la Torre zadebiutował za kadencji serbskiego selekcjonera Bory Milutinovicia, 8 sierpnia 1984 w zremisowanym 0:0 meczu towarzyskim z Irlandią. Premierowego gola w kadrze strzelił natomiast 29 marca 1987 w wygranym 3:0 sparingu z Bahamami. Swój bilans reprezentacyjny zamknął ostatecznie na czternastu rozegranych spotkaniach, wyłącznie towarzyskich, w których dziewięciokrotnie wpisywał się na listę strzelców, głównie w spotkaniach ze słabszymi rywalami – ze wszystkich goli zdobytych w drużynie narodowej cztery zanotował przeciwko Bermudom, po dwa z Gujaną i Bahamami oraz jeden z Gwatemalą.

## Kariera trenerska
Po zakończeniu kariery piłkarskiej De la Torre rozpoczął pracę w roli trenera, w 1996 roku na krótko pracując w roli asystenta w ekipie Tecos UAG. W 1997 roku przez kilka miesięcy bez większych osiągnięć prowadził ekipę Correcaminos UAT z siedzibą w mieście Ciudad Victoria, natomiast później dołączył do sztabu szkoleniowego Fernando Quirarte, swojego byłego kolegi klubowego z Chivas, z którym współpracował jako asystent w latach 1999–2002 w drużynie Club Santos Laguna z miasta Torreón. W tej roli w wiosennym sezonie Verano 2000 zdobył tytuł wicemistrza kraju, natomiast rok później, podczas rozgrywek Verano 2001 wywalczył z Santos Laguną mistrzostwo Meksyku. W styczniu 2003 został szkoleniowcem swojego macierzystego zespołu Chivas de Guadalajara, który prowadził bez poważniejszych sukcesów do września, kiedy to został zwolniony ze stanowiska. Po trzech miesiącach powrócił do Santos Laguny, tym razem w roli pierwszego trenera i w 2004 roku triumfował z tą ekipą w rozgrywkach kwalifikacyjnych do Copa Libertadores – InterLidze, a ogółem drużynę tę prowadził do października 2005.
W maju 2006 De la Torre objął zespół Jaguares de Chiapas z siedzibą w Tuxtla Gutiérrez, który prowadził przez następne dziewięć miesięcy. W latach 2007–2009 pracował w zarządzie stołecznego klubu Cruz Azul, w którym pełnił rolę wiceprezydenta, zaś do pracy trenerskiej powrócił w 2010 roku, kiedy to został asystentem Luisa Fernando Teny w swojej byłej ekipie, Jaguares. W latach 2011–2013 był natomiast członkiem sztabu szkoleniowego swojego kuzyna José Manuela de la Torre w reprezentacji Meksyku. Ich współpraca zaowocowała zdobyciem Złotego Pucharu CONCACAF w 2011 roku. W styczniu 2014 zastąpił Carlosa Bustosa na stanowisku trenera zespołu Monarcas Morelia, jednak został zwolniony zaledwie miesiąc później, po tym, jak w ostatnich sześciu spotkaniach zanotował zaledwie jedno zwycięstwo, w międzyczasie odpadając z rozgrywek Copa Libertadores już w rundzie wstępnej.